# Belagerung von Mainz (1689)
Philippsburg – Koblenz – Walcourt – Bantry Bay – Mainz – Bonn – Fleurus – Beachy Head – Boyne – Staffarda – Québec – Mons – Cuneo – Leuze – Aughrim – Barfleur/La Hougue – Namur 1 – Steenkerke – Lagos – Neerwinden – Marsaglia – Charleroi – Torroella – Camaret – Texel – Sant Esteve d'en Bas – Gerona – Dixmuyen – Namur 2 – Brüssel –  Ath – Cartagena – Barcelona
Die Belagerung von Mainz 1689 war Teil der Kampfhandlungen des Pfälzischen Erbfolgekrieges und eine von mehreren Belagerungen der Festungsstadt.

## Vorgeschichte
Der Krieg begann 1688 mit dem Einfall französischer Truppen in die linksrheinischen Gebiete des Reiches. Dabei gelang den Franzosen u. a. die Eroberung der Festung Philippsburg sowie die mehr oder weniger kampflose Einnahme des kurkölner Territoriums und die Eroberung Mannheims und anderer Städte in Südwestdeutschland sowie die Zerstörung des Heidelberger Schlosses (erstmals 1689).
Stadt und Festung Mainz waren Besitz der Mainzer Kurfürsten. Diese hatten zwar in den Jahren nach dem Dreißigjährigen Krieg eine Modernisierung der Festungsanlagen begonnen, nach einer letzten Bauphase 1668–1673 waren jedoch wegen Geldmangels die Arbeiten eingestellt worden. Als am 16. Oktober 1688 die französische Armee mit dem „Régiment du Roi“ anrückte, standen ihr gerade einmal 700 Verteidiger gegenüber, weswegen schon am 17. Oktober die kampflose Übergabe der Festung verhandelt wurde. Die Franzosen begannen umgehend mit Ausbesserungsarbeiten, so dass die Festung über den Winter verteidigungsbereit gemacht wurde.

## Aufmarsch der Truppen

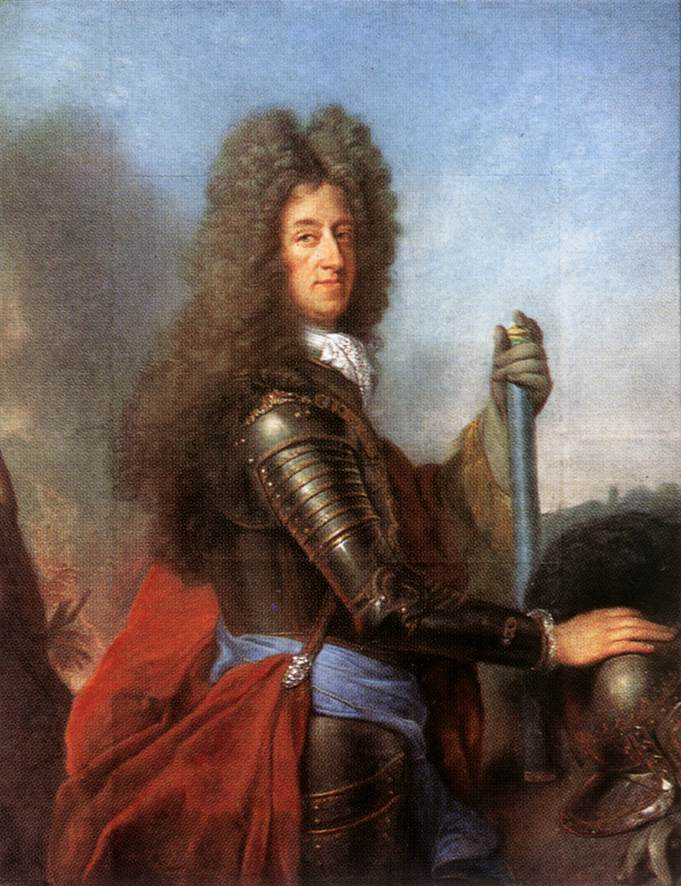
Kurfürst Max Emanuel von Bayern

Der Kaiser, rückversichert durch die Augsburger Allianz, antwortete mit dem sogenannten Reichskrieg auf die Bedrohung. 1689 traten England, Savoyen und die Niederlande dem Bündnis gegen die französischen Expansionsbestrebungen bei („Wiener Große Allianz“). Der Kaiser und die deutschen Fürsten konnten 1689 am Rhein ein Heer mit etwa 100.000 Soldaten aufstellen. Dieses Heer wurde in drei Armeecorps aufgeteilt. Das erste Corps mit 30.000 Mann unter dem Kurfürsten Friedrich III. von Brandenburg sollte von Köln aus gegen die Franzosen vorgehen. Das zweite Armeekorps unter Herzog Karl von Lothringen war mit 40.000 Mann für die Belagerung von Mainz vorgesehen. Der Kurfürst Max Emanuel von Bayern sollte sich mit 30.000 Mann in Heilbronn versammeln, um Schwaben und die badischen Gebiete zu schützen. Graf Maximilian Lorenz von Starhemberg, bereits zum Feldmarschall ernannt, wurde mit seinem Regiment dem Armeekorps von Karl von Lothringen unterstellt.
Die Franzosen fuhren währenddessen mit der Zerstörung und Brandschatzung von pfälzischen und badischen Städten und Ortschaften fort. Daher schickte Karl von Lothringen im Mai 1689 Graf Maximilian von Starhemberg mit ein paar Regimentern nach Koblenz, um die Stadt und die Umgebung vor den Franzosen zu schützen. Als Karl von Lothringen gegen Ende Mai bei der Truppensammelstelle in Frankfurt ankam, war er wenig erfreut. Der Aufmarsch sollte eigentlich am 25. Mai abgeschlossen sein, doch bisher waren nur die hessischen und ein kleiner Teil der kaiserlichen Truppen in Frankfurt angekommen. Teilweise befanden sich die Truppen sogar noch in ihren Heimatländern. Mit der versprochenen Versorgung sah es nicht besser aus. Das Proviant- und Munitionslager, das eigentlich gefüllt sein sollte, war praktisch leer. Weder Kugeln, Pulver, Bomben noch Kanonen waren vorhanden, nur ein wenig Proviant fand Karl von Lothringen vor. Die Feldgeschütze waren noch in Böhmen.
Die Franzosen waren auf den Feldzug besser vorbereitet als die Kaiserlichen. Sie hatten alle Schiffe auf das linke Rheinufer gebracht und die Mainmündung bei Mainz mit versenkten Schiffen blockiert, um die Versorgung der kaiserlichen Truppen über den Main zu behindern. Die Befestigungen und Besatzungen der Festung Mainz wurden verstärkt, zudem schlug der Oberbefehlshaber der französischen Ober- und Mittelrheinarmee Marschall Duras mit 30.000 Mann das Lager nahe Mainz auf, um einen Rheinübertritt der Kaiserlichen schnell vereiteln zu können.
Da Karl von Lothringen den Beginn des Feldzuges nicht allzu stark verzögern wollte, ließ er die Lebensmittelzufuhr beschleunigen, lieh sich Geschütze und Munition bei den umliegenden Fürstentümern aus, befahl, alle verfügbaren Schiffe auf Mosel und Lahn nach Koblenz bringen zu lassen und sandte einen Brückenbaumeister nach Koblenz, damit endlich eine Schiffsbrücke über den Rhein gebaut werden konnte. Er ließ die Truppen des Kurfürsten von Hannover direkt nach Koblenz marschieren, um Maximilian von Starhembergs Armeekorps zu unterstützen, das schon von den Franzosen bedroht wurde. Während Karl von Lothringen auf das Eintreffen der Fürsten wartete und da er seine Truppen nicht unbeschäftigt lassen wollte, brach er am 30. Mai von Frankfurt nach Mainz auf, um die rechtsrheinische Schanze, die als Brückenkopf diente, anzugreifen. Schon am Abend des 1. Juni ließ er die Schanze von den hessischen Truppen angreifen. Die Verteidiger wehrten sich nur kurz und zogen sich dann schnell über die Brücke nach Mainz zurück. Karl von Lothringen ließ die Schanze und die Brücke zerstören, damit sie von den Franzosen nicht mehr genutzt werden konnte, und zog sich ins nahegelegene Lager zurück. Am nächsten Tag schickte der Herzog zwei weitere Regimenter nach Koblenz und ließ sie auf den gerade fertig gewordenen fliegenden Brücken den Rhein übersetzen, um sich mit den Truppen von Graf Maximilian von Starhemberg zu vereinen.
Mitte Juni traf der Kurfürst von Bayern im Lager ein und wollte, sehr zum Missfallen von Karl von Lothringen, den Kurfürsten Johann Georg III. von Sachsen überreden, mit ihm die Festung Philippsburg zu belagern. Doch der Kurfürst von Sachsen lehnte ab, da er sich nicht einem jüngeren Fürsten unterordnen wollte. Auf der anderen Seite versuchte nun Karl von Lothringen, den Kurfürsten von Bayern für den Feldzug nach Mainz zu gewinnen, was ihm „mit seinem freundlichen Wesen und guten Argumenten“ schließlich auch gelang. Das Heer wurde nun in drei Korps geteilt, die an verschiedenen Stellen den Rhein überqueren und auf Mainz marschieren sollten. Die Bayern sollten zwischen Mannheim und Oppenheim übersetzen, während die Sachsen und Hessen bei Bingen und die Kaiserlichen bei Koblenz die Überquerung wagen sollten. Der französische Marschall Duras wurde dadurch in eine heikle Lage gebracht. Er konnte seine Armee nicht aufteilen, um an allen drei Orten eine Rheinüberquerung zu verhindern, ohne irgendwo geschlagen zu werden.
Nachdem der Großteil der kaiserlichen Truppen endlich angekommen war und die benötigten Kriegsvorräte bereitlagen, brach am 15. Juni Karl von Lothringen mit seinem Armeekorps nach Koblenz auf. Am 23. Juni erreichte der Herzog Koblenz, wo er vom Kurfürsten „mit Ehren und Freuden“ empfangen wurde. Vergeblich wartete der Herzog am nächsten Tag auf die Fertigstellung der Schiffsbrücke, darum setzte er mit den schon bestehenden fliegenden Brücken über den Rhein und vereinte sich mit dem Armeekorps von Maximilian.

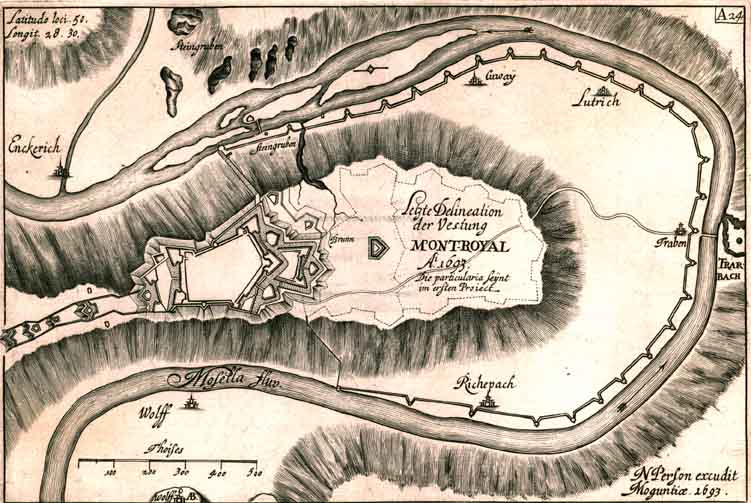
Die Festung Mont Royal im Jahr 1693

Am 25. Juni erreichte er Mayen, wo er vorerst auch blieb. Er wollte damit die Franzosen verwirren und das eigentliche Angriffsziel verschleiern. Marschall Duras fiel auf die Täuschung herein und beorderte Truppenteile aus Mainz zur Festung Mont Royal, da er der Meinung war, dass diese das Angriffsziel des Herzogs sei. Am 1. Juli brach Karl von Lothringen von Mayen in Richtung Mainz auf und überquerte bereits am 3. Juli mit seiner gesamten Armee die Mosel. Als Marschall Duras seinen Irrtum bemerkte, ließ er wieder die Garnison in Mainz verstärken. In einem Schreiben an den französischen König war er aber der Meinung, dass Mainz nicht das Angriffsziel sein könne, da die Stadt eine starke Garnison besaß und es ihr nicht an Vorräten mangelte, zudem wurde um Mainz alles verwüstet, was dem Feind von Nutzen sein und Schutz bieten könnte. Duras zog sich deshalb mit seiner Armee nach Landau zurück, um den Ausbau der dortigen Festungswerke zu beschleunigen.
Karl von Lothringen zog währenddessen weiter nach Mainz, wo er am 16. Juli mit ein paar Kavallerieeinheiten ankam und sie sofort wichtige Punkte besetzen ließ. Sein Hauptquartier errichtete er im Kollegiatstift Heilig-Kreuz vor der Stadt. Am 17. Juli kamen die Infanterieeinheiten nach, zwei Tage später trafen auch die Sachsen und Hessen ein. Jetzt fehlte nur noch der Kurfürst von Bayern, um mit der Belagerung beginnen zu können. Doch dieser kam nicht. Der Kurfürst war am Oberrhein geblieben, da er befürchtete, dass im Falle seiner Abwesenheit Schwaben und große Teile Badens von den französischen Truppen verwüstet werden könnten. Karl von Lothringen musste wieder all seine Überredungskunst einsetzen und schaffte es schließlich, sich die Mithilfe des Kurfürsten von Bayern bei der Belagerung zu sichern. Um nicht zu viel Zeit mit Warten zu vergeuden, begann der Herzog mit den Arbeiten an den drei vorher festgelegten Angriffspunkten.

## Verlauf der Kampfhandlungen

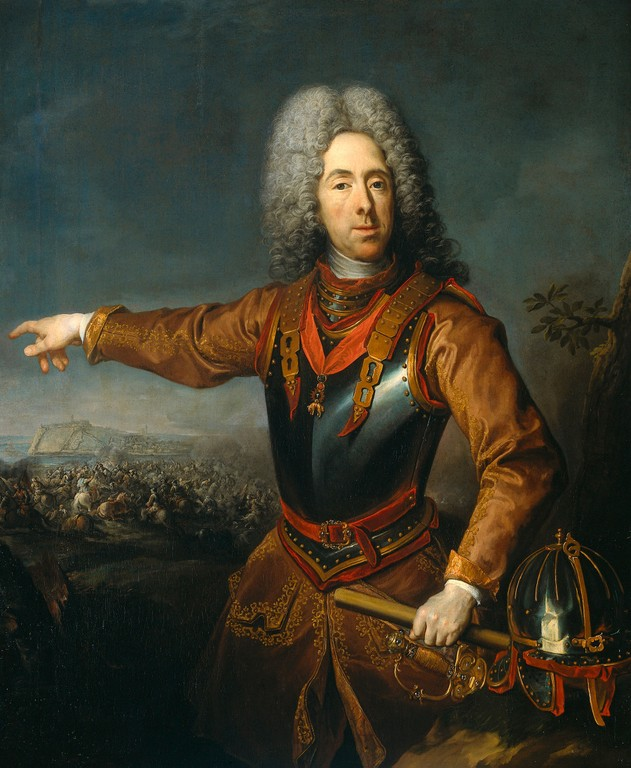
Prinz Eugen von Savoyen

Am 26. Juli traf der Kurfürst von Bayern mit drei Regimentern im Lager ein. Mit ihm kam auch Feldmarschallleutnant Prinz Eugen von Savoyen. Die nächsten Tage verbrachten die Armeen mit dem Vorantreiben der Laufgräben und dem Bau von Geschützbatterien. Die Verluste der Belagerer betrugen täglich durchschnittlich zwischen 50 und 100 Mann, darunter auch Prinz Eugen von Savoyen, der am 4. August durch eine Musketenkugel leicht verwundet wurde. Am 7. August erhielt Karl von Lothringen die Nachricht, dass sich Marschall Duras am 5. August in Richtung Philippsburg in Bewegung gesetzt habe. Einen Augenblick später wurde er vom Kurfürst von Bayern in Kenntnis gesetzt, dass Marschall Duras gegen Heidelberg marschiere. Der Herzog schickte sogleich Graf von Dünnewald mit 4000 Mann in den Süden, um Heidelberg zu schützen.
Am nächsten Tag wurde begonnen, die Angriffsziele der Kaiserlichen, die Bastionen "Bonifaz" und "Alexander", mit 30 schweren Kanonen und vier Mörsern zu beschießen. Der Beschuss war so erfolgreich, dass schon am Abend die Hauptbatterien der Franzosen zerstört wurden. In der Nacht auf den 10. August machten die Franzosen mit 400 Mann den bisher stärksten Ausfall, der aber von den Sachsen erfolgreich zurückgeschlagen werden konnte. Schon am nächsten Tag unternahmen die Franzosen unter dem Kommando des Capitaine de Bellevert mit den 800 Grenadieren des Régiment d’Orléans einen neuerlichen Angriff, diesmal aber auf die hessischen Truppen. Die Franzosen schafften es, die Verteidigungslinien zu durchbrechen und Laufgräben auf einer Länge von 50 Schritt zu verschütten. Erst die herbeigeeilten Reserveeinheiten konnten die Franzosen wieder vertreiben. Am nächsten Tag rief Karl von Lothringen das Korps von Graf Dünnewald von Heidelberg wieder zurück, da sich Marschall Duras in Richtung Philippsburg zurückgezogen hatte, nicht ohne vorher noch kleinere Städte zu plündern und zu zerstören.
In der Nacht auf den 16. August erreichten die Kaiserlichen den Fuß des Wallgrabens vor den Bastionen. Da aber die Franzosen in der Erde große Holzstücke vergraben hatten, war ein Vorankommen sehr mühsam. Gegen Mittag des nächsten Tages machten die Franzosen den größten Ausfall der ganzen Belagerung: mit 2000 Soldaten und 400 Arbeitern versuchten sie, die Laufgräben der Kaiserlichen zu stürmen. Obwohl die Kaiserlichen in der Unterzahl waren, konnten sie fast überall den Angriff aufhalten und mit Hilfe der Reserve endgültig zurückschlagen. In einstündigem Kampf verloren die Franzosen 500 und die Kaiserlichen 180 Mann. Die nächsten zwei Wochen fuhr man mit dem Ausbau der Laufgräben und dem Beschuss der Festung sowie der Bastionen fort.
Am 30. August erhielt Karl von Lothringen die Nachricht, dass sich die Truppen von Marschall Duras bei Philippsburg gesammelt hatten. Er zöge alle Schiffe zusammen und habe vor, Mainz zur Hilfe zu eilen. Der Herzog ergriff sofort Abwehrmaßnahmen und ließ rheinaufwärts ein Lager abstecken sowie die Kettensperre am Rhein verstärken. Außerdem ließ er Batterien errichten, die auf den Rhein gerichtet waren. Währenddessen gingen die Angriffsarbeiten nur schleppend weiter. Die fast schon täglichen und größtenteils erfolgreichen Ausfälle, das Zünden von Minen und andere Fallen wie im Boden vergrabene und mit Nägeln bespickte Holzbalken verzögerten die Arbeiten.
Am 5. September waren die Arbeiten so gut wie beendet. Am gleichen Tag erhielt der Herzog eine Nachricht, dass vom Norden her ein kleines französisches Korps heranrückte, um die Belagerungsarmee zu stören. Zudem rückte Marschall Duras vom Süden her in Richtung Mainz vor. Karl von Lothringen beriet sich mit den Kurfürsten und legte mit ihnen den Angriffstermin auf den 6. September fest. Fast den ganzen Tag dauerten die Vorbereitungen für den Angriff, bis kurz nach 16 Uhr das Zeichen für den Sturm gegeben wurde. 100 Geschütze, 48 Mörser und sämtliche Musketiere in den Laufgräben feuerten fast gleichzeitig, danach begannen insgesamt 10.000 Mann, die Verteidigungsanlagen zu stürmen. Auf Befehl des Herzogs waren unter den Angreifern auch die Generäle und Offiziere, die durch ihre Anwesenheit den Soldaten Mut machen sollten. Auch Maximilian stand mit seinem Regiment an vorderster Front. Das Feuer der Franzosen war genau so mörderisch, überall wurden Minen gezündet und es hagelte Bomben, Granaten und Steine.

## Kapitulation und Nachspiel

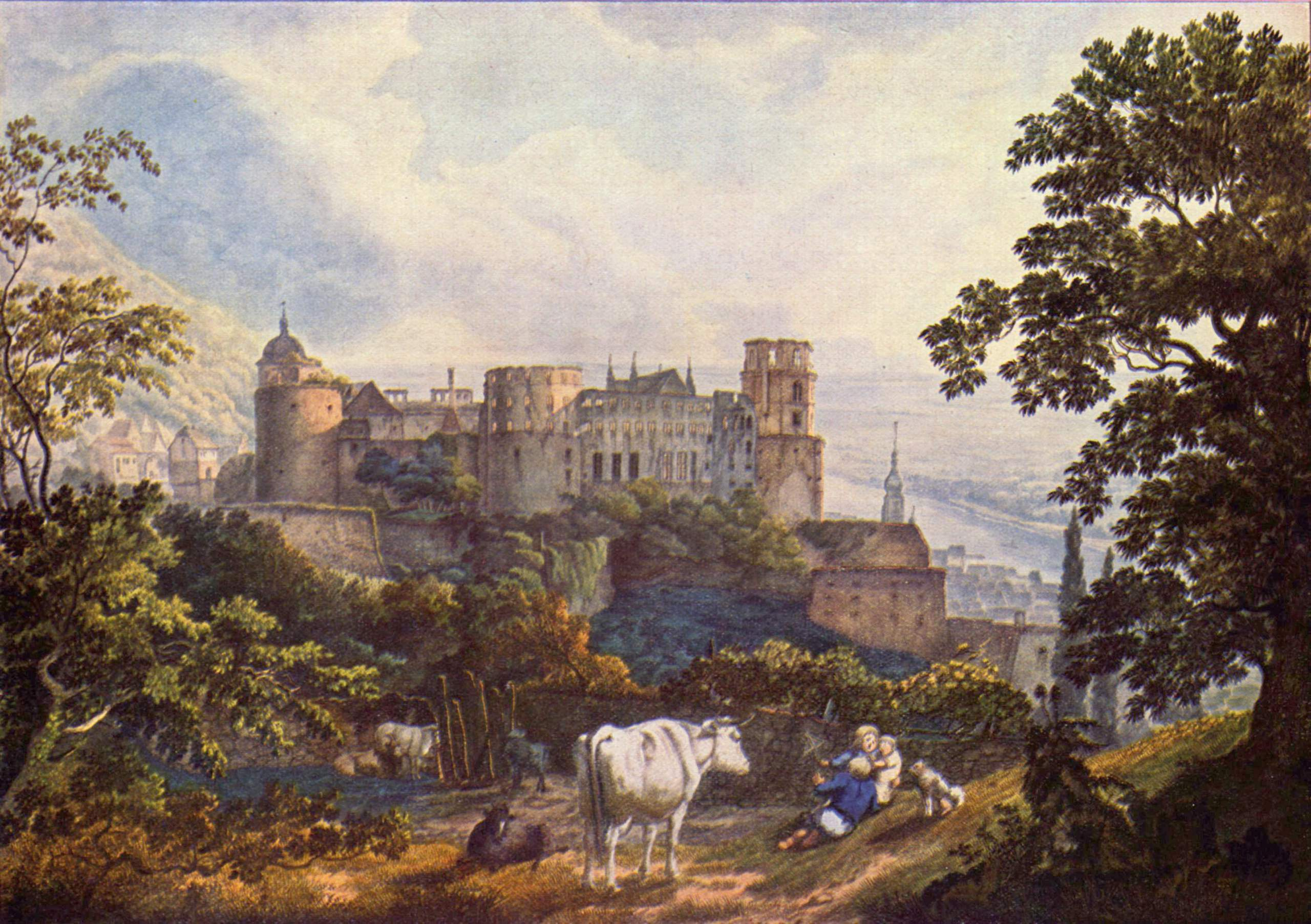
Das durch die Franzosen zerstörte und daher unbewohnte Heidelberger Schloss im Jahr 1815

Nach einem dreistündigen Kampf konnten sich die kaiserlichen Truppen beim Graben der Festungswerke festsetzen. Die kurfürstlichen Truppen kamen schneller voran, da der französische Kommandant den größten Teil seiner Truppen gegen die Einheiten des Herzogs geworfen hatte. Gegen Ende des Tages hatten die Kaiserlichen mehr als 2.000 Tote und Verwundete. Die Kurfürsten hatten Verluste von 1.500 Mann, darunter Prinz Eugen von Savoyen, der abermals verwundet wurde. Völlig unerwartet kapitulierte die französische Besatzung am 8. September um 9 Uhr morgens. Die Kaiserlichen verloren den Feldmarschall Maximilian Lorenz von Starhemberg (am 6. September verwundet und am 17. gestorben) sowie den Feldmarschall-Lieutenant Ernst Georg von Wallis († 6. September).
Vor dem Rückzug verwüsteten französische Truppen das Gebiet genauso, wie sie es im Verlaufe des Krieges nach einem erneuten Vorstoß über den Rhein 1692/93 noch einmal tun sollten. Ziel war die Entfestigung des Gebietes, um für einen potentiellen Aufmarsch gegen Frankreich keine Stützpunkte zu belassen. Die französischen Truppen unter dem Kommando von Ezéchiel de Mélac legten zahlreiche Städte, Dörfer, Burgen und Schlösser der Kurpfalz, von Kurtrier und der Markgrafschaft Baden zum Teil mehrmals in Schutt und Asche. Auch Mannheim, Heidelberg (einschließlich des Heidelberger Schlosses, 1693), Speyer (samt dem Kaiserdom, 1689) und dem Schloss Staffort (der Markgrafschaft Baden Durlach zugehörig) wurden zerstört.